# Kozłów (powiat miechowski)
Kozłów – wieś w Polsce położona w województwie małopolskim, w powiecie miechowskim, w gminie Kozłów.

## Historia

### Średniowiecze
Pierwsza wzmianka o Kozłowie pojawia się w dokumencie wydanym przez Bolesława V Wstydliwego. Był to przywilej nadany Klasztorowi Panien Franciszkańskich Klarysek w Zawichoście w 1257 r. Na podstawie tego przywileju klasztor pobierał roczną dziesięcinę o wartości 6 grzywien srebra. W 1241 r. wieś stała się ofiarą mongolskiego najazdu na Polskę. Najbardziej ucierpiał lokalny drewniany kościół książęcy, który po zrabowaniu został spalony. Został odbudowany dopiero w roku 1288, podczas panowania księcia Leszka Czarnego, ale jako kościół parafialny, pod wezwaniem Wszystkich Świętych. Miał on istnieć przez następne 150 lat. 
Przez wiele lat właścicielami Kozłowa był ród Comesów herbu Lis. Inwestycje tego rodu w ziemie Kozłowskie to między innymi wykarczowanie okolicznych lasów, planowe osadnictwo i powiększanie obszaru uprawnej ziemi. Wskazują na to nazwy okolicznych wsi: Karczowice, Przysieka, Wola. Za pierwszego uznanego historycznie właściciela wsi uznaje się Piotra z Kozłowa,, syna kasztelana wiślickiego Andrzeja i jednocześnie wnuka kasztelana sandomierskiego i później krakowskiego, Pakosława z Mstyczowa. Jego synami byli Mściwój z Kozłowa i Piotr z Marcinowic. Mściwój z Kozłowa przejął po ojcu Kozłów i okoliczne włości. Piotrowi Starszemu i Mściwojowi jest przypisywana konstrukcja lokalnej fortyfikacji, która miała służyć jako rezydencja lokalnych właścicieli ziemskich. Pierwsze wzmianki o rzeczonej siedzibie pochodzą z lat 1381 i 1394, gdzie wymieniany jest odpowiednio termin "curia" i "de curia", sugerujący istnienie funkcji kapelana dworskiej kaplicy w Kozłowie. Prawdopodobną przyczyną upadku tej rezydencji jest pożar który wybuchł pod koniec XV wieku. 
W źródłach występuje konflikt kiedy dokładnie powstał i kto ufundował drugi kościół w Kozłowie. Z jednego źródła wynika że stało się to w 1435 roku za sprawą niejakiego rycerza Mszczuja, a według drugiego wydarzyło się to w roku 1444 z patronatem Jakuba Lisa, oba źródła przyznają za to że kościół był drewniany i był pod wezwaniem Wszystkich Świętych. 

### Nowożytność
W XV w. Kozłów jednak nadal istnieje jako ważna osada handlowa, rozwija się jako parafia mająca opiekuna i protektora. Powstaje tutaj szkoła przy Kościele, ochronka dla starców, szpital, wikariat i plebania. W XVI – XVII wieku Kozłów zaliczał się do największych osad w tej okolicy. Było wówczas w Kozłowie 12 łanów kmiecych. 7 zagród z rolami, 2 komorników, karczma i rzemieślnik. W roku 1791 Kozłów miał 34 domy na gruntach szlacheckich, 12 domów na gruntach plebańskich, browar i młyn, i ogółem 315 mieszkańców, z czego 6 było szlachcicami a 6 Żydami. Do bogatszych wsi w tym czasie zliczały się Kępie, Przysieka, Karczowice, Marcinowice i Wolica. Wojska rokoszu przeciwko Królowi Janowi II Kazimierzowi pod dowództwem hetmana Jerzego Lubomirskiego w 1665 odwiedziły też Kozłów. W 1749 r. doszło do plagi szarańczy, a w 1764 r. trzęsienie ziemi uderzyło lokalne tereny.
W roku 1795 r. po ostatnim rozbiorze Kozłów wszedł w skład zaboru austriackiego. Wieś i okoliczne tereny najpierw znajdowały się na terenie cyrkułu krakowskiego, a potem w 1796 zostały włączone do cyrkułu w Końskich. W 1809 r. wojska pod dowództwem księcia Józefa Poniatowskiego wyzwoliły Galicję Zachodnią, wciągając ziemię Miechowską i Kozłów do Księstwa Warszawskiego.
Po Kongresie Wiedeńskim lokalne ziemie zostały włączone do nowo utworzonego Królestwa Polskiego, potocznie zwanego Kongresówką. Kozłów już wtedy był gminą wiejską. Po upadku powstania listopadowego w 1832 Kongresówka, a z tym i Kozłów zostały włączone do Imperium Rosyjskiego. W 1837 r. Kozłów i powiat Miechowski zostały włączone do guberni radomskiej. W 1866 r. w wyniku reformy administracyjnej powiat Miechowski wraz z Kozłowem zostały włączone do nowo powstałej gubernii kieleckiej.

### XX wiek
Inicjatywa wystawienia obecnego kościoła pochodziła od miejscowego proboszcza ks. Skibińskiego. Z tej inicjatywy w 1900 r., kładąc fundamenty, rozpoczęto budowę nowego, ceglanego, neogotyckiego kościoła. 10 czerwca 1901 r. ks. dziekan Kwiatkowski poświęcił kamień węgielny. Mury kościoła, budowanego z ofiar wiernych, rosły 12 lat. Konsekracji kościoła dokonał 16 września 1912 r. biskup kielecki Augustyn Łosiński.
Pracę oświatową na wsi po likwidacji w 1905 r. "Jutrzenki” przejęła tzw. Macierz Szkolna (zlikwidowana w 1907 r.), a akcję społeczno-ospodarczą przejęły Kołka Rolnicze. W 1912 r. powstało w Kozłowie „Kółko Rolnicze”, którego celem była edukacja lokalnej społeczności z zakresu rolnictwa poprzez takie przedsięwzięcia jak: odczyty, wycieczki, kursy rolnicze, zakładanie bibliotek czy zaopatrywanie członków w nawozy i nasiona. W tym czasie powstały również gminne kasy pożyczkowe – oszczędnościowe. Jednym z działaczy chłopskich realizujących hasło „Sami sobie stworzymy lepszą przyszłość” był m.in. Jan Tabor z Bogdanowa. 
W 1934 r. powstała linia kolejowa Kraków – Warszawa. Powiat miechowski, wraz z Kozłowem, należał do najbardziej przeludnionych terenów (114 osób na 1 km2 ). Przed II wojną światową powstała w Kozłowie Spółdzielnia Mleczarska.
6 września 1939 r. do wsi wkroczył Wehrmacht. Kozłów i okoliczne tereny zostały przyłączone do Generalnego Gubernatorstwa.
W latach 1975–1998 miejscowość należała administracyjnie do województwa kieleckiego. Integralna część miejscowości: Żabieniec. Miejscowość jest siedzibą gminy Kozłów.

### Inne
Urodził się tu Stanisław Gierat – polski działacz niepodległościowy, społeczny i spółdzielczy, działacz organizacji polonijnych w Stanach Zjednoczonych.

## Ważne Miejsca
W Kozłowie znajduje się węzłowa stacja kolejowa na liniach Warszawa Zachodnia – Kraków Główny i Kozłów – Koniecpol.
| SIMC    | Nazwa     | Rodzaj    |
| ------- | --------- | --------- |
| 0245300 | Żabieniec | część wsi |

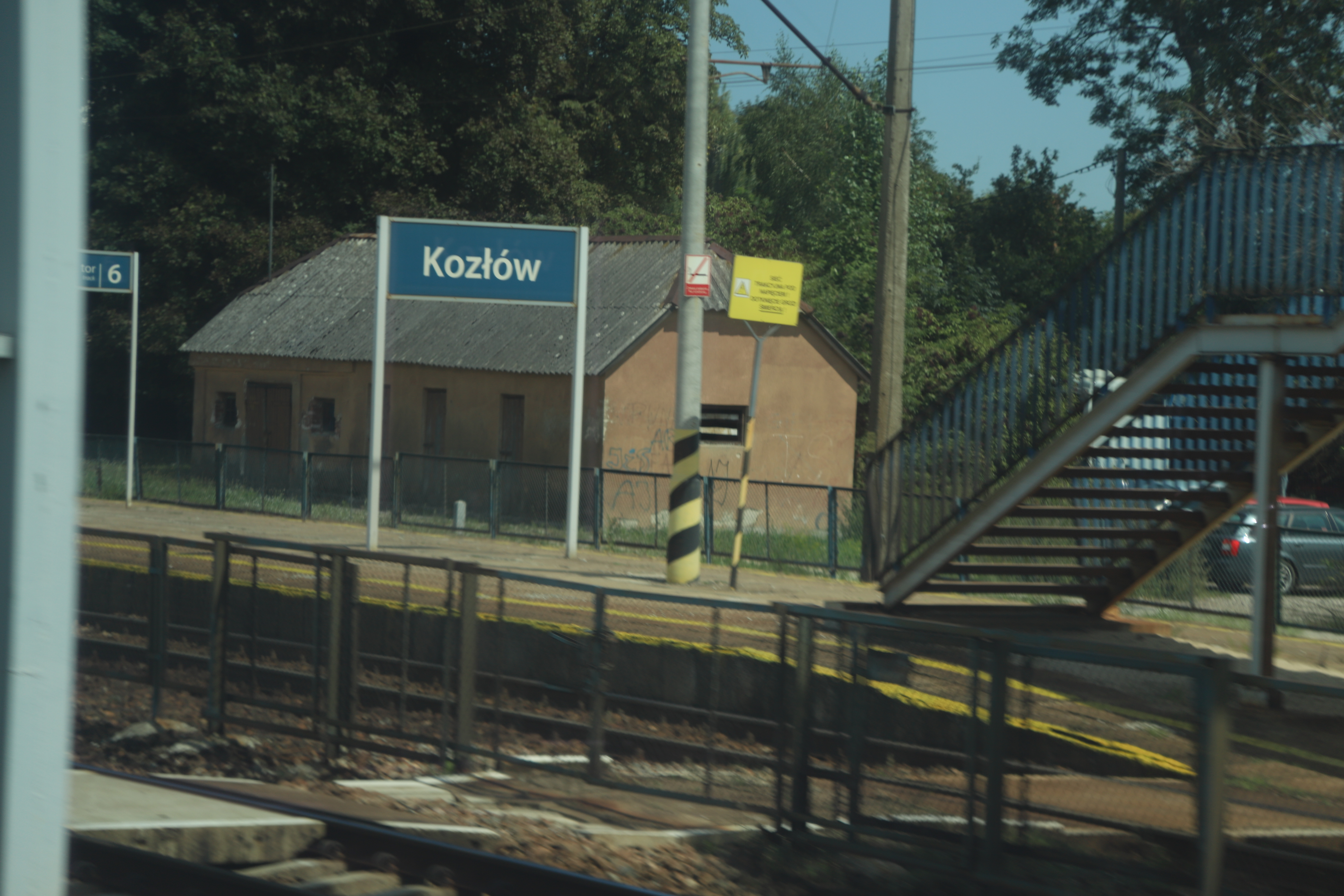
Stacja kolejowa
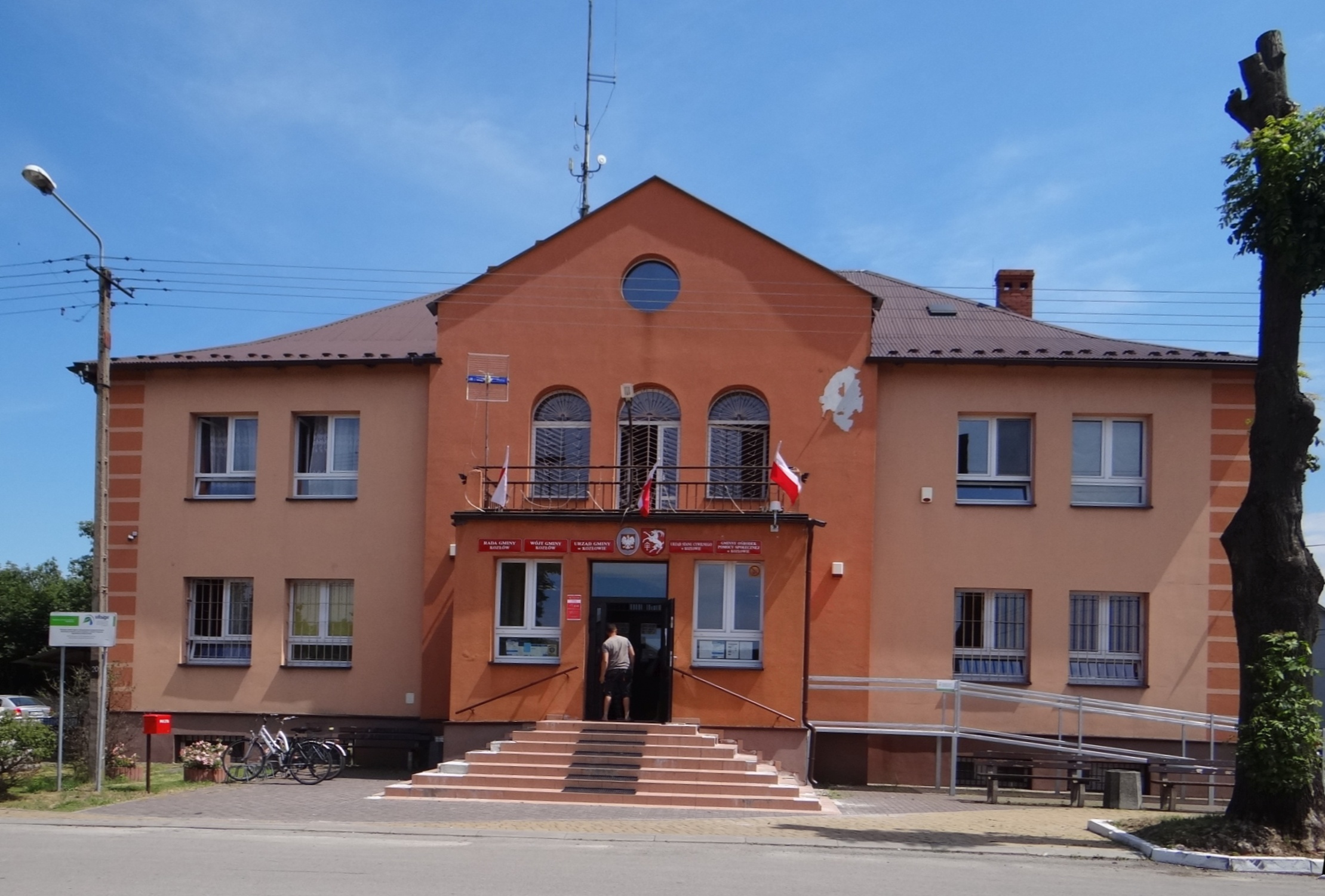
Urząd gminy
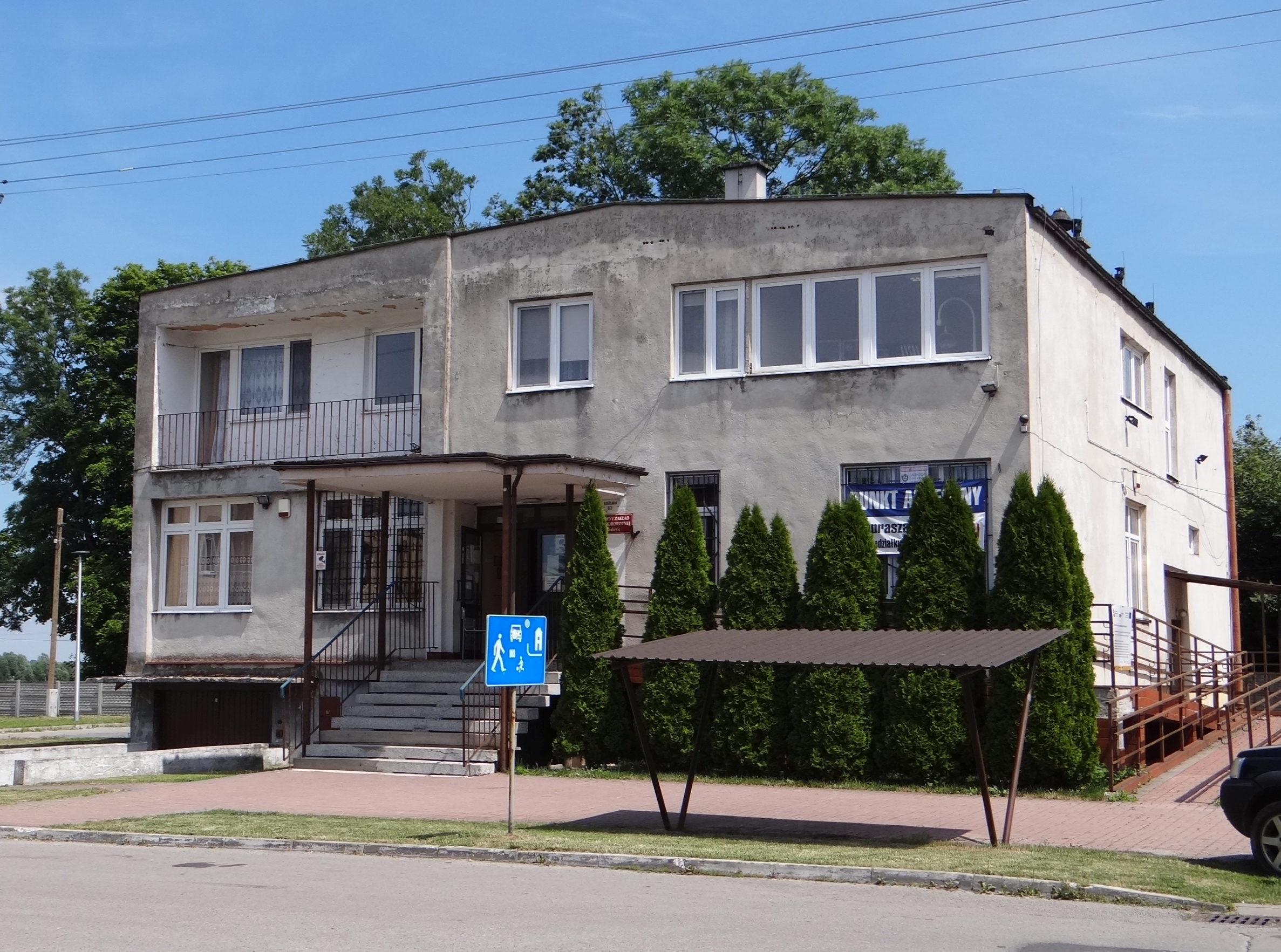
Budynek NFZ
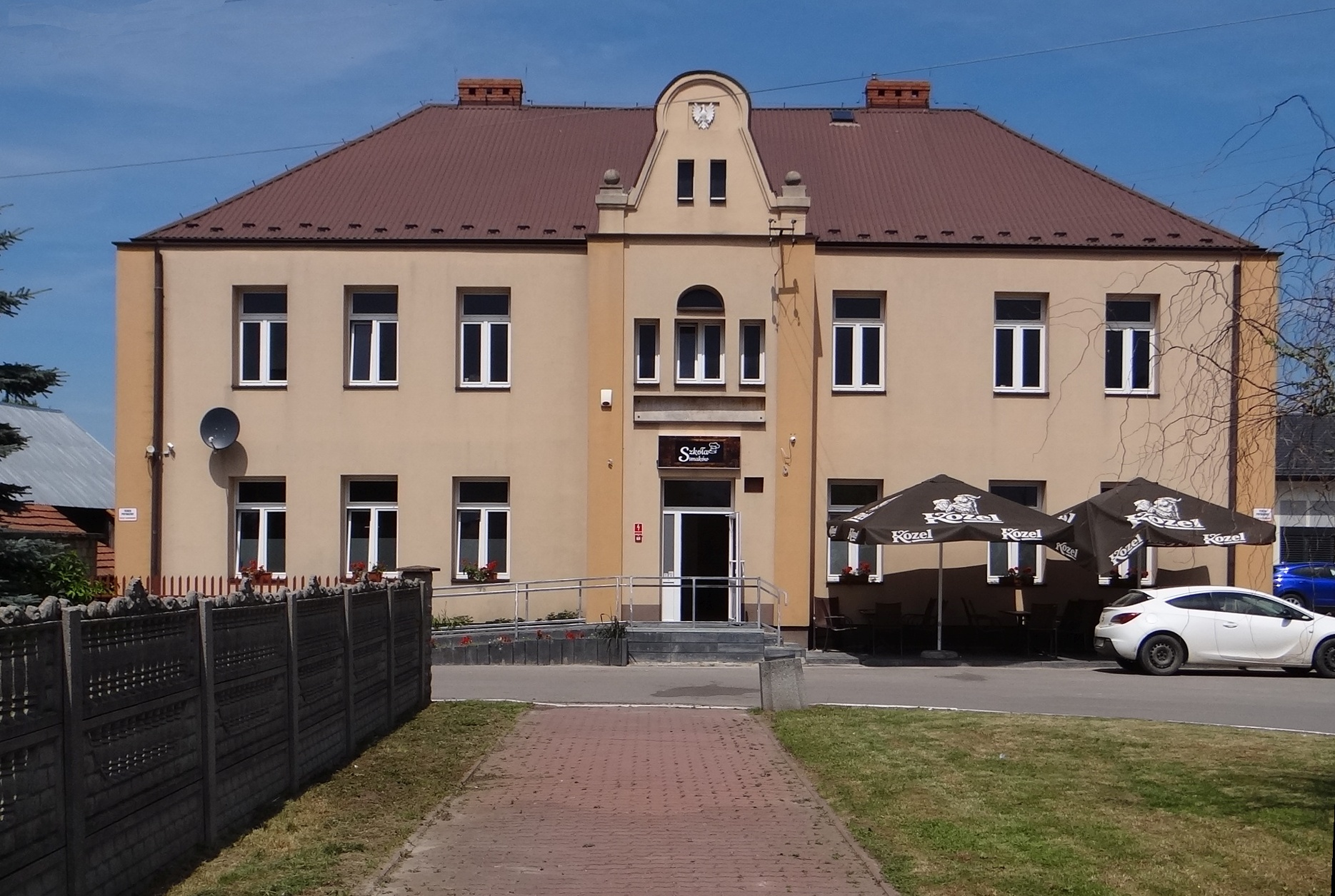